# Picturesque Matchstickable Messages from the Status Quo
Picturesque Matchstickable Messages from the Status Quo — дебютний студійний альбом англійської групи Status Quo, який був випущений 27 вересня 1968 року.

## Композиції
1. Black Veils of Melancholy – 3:17
2. When My Mind Is Not Live – 2:50
3. Ice in the Sun – 2:13
4. Elizabeth Dreams – 3:29
5. Gentleman Joe's Sidewalk Café – 3:01
6. Paradise Flat – 3:13
7. Technicolour Dreams – 2:54
8. Spicks and Specks – 2:46
9. Sheila – 1:56
10. Sunny Cellophane Skies – 2:47
11. Green Tambourine – 2:19
12. Pictures of Matchstick Men – 3:13

## Склад
- Френсіс Россі - вокал, гітара
- Рік Парфітт - вокал, гітара
- Алан Ланкастер - басс-гітара
- Рік Парфітт - вокал, орган
- Джон Колен - ударні